# Адаптация (глаз)
В физиологии зрения адаптация — это способность сетчатки глаза приспосабливаться к различным уровням освещённости. Естественное ночное зрение, или скотопическое зрение, — это способность видеть в условиях низкой освещённости. У людей палочки отвечают исключительно за ночное зрение, поскольку колбочки способны функционировать только при более высоких уровнях освещённости. Качество ночного видения ниже, чем дневного, поскольку оно имеет ограниченное разрешение и невозможно различать цвета; видны только оттенки серого. Для того, чтобы перейти от дневного к ночному видению, людям необходимо пройти период темновой адаптации, что может занимать до двух часов. В процессе темновой адаптации каждый глаз приспосабливается от высокого к низкому уровню люминесценции, во много раз повышая чувствительность. Этот период адаптации различается у палочек и колбочек и является результатом регенерации фотопигментов для повышения чувствительности сетчатки. Световая адаптация, напротив, срабатывает очень быстро, за секунды.

## Эффективность
Человеческий глаз может функционировать как при очень тёмных, так и при очень ярких уровнях освещённости. Его сенсорные возможности достигают девяти порядков величины. Это означает, что самый яркий и самый тёмный световой сигнал, которые глаз способен воспринимать, различаются примерно в 1 000 000 000 раз. Однако в любой момент времени глаз может воспринимать коэффициент контрастности только в 1000 раз. Более широкий охват обеспечивается тем, что глаз адаптирует свое определение того, что является чёрным.
Глазу требуется примерно 20-30 минут, чтобы полностью адаптироваться от яркого солнечного света к полной темноте, и в темноте он становится в 10 000-1 000 000 раз более чувствительным, чем при дневном освещении. При этом восприятие глазом цвета также меняется (это называется эффектом Пуркинье). При этом глазу требуется примерно пять минут, чтобы адаптироваться от темноты к яркому солнечному свету. Это объясняется тем, что колбочки становятся более чувствительными в течение первых пяти минут после входа в темноту, а палочки берут верх через пять или более минут. Колбочки способны восстановить максимальную чувствительность сетчатки через 9-10 минут после входа в темноту, а палочкам для этого требуется 30-45 минут.
Адаптация к темноте у молодых людей происходит намного быстрее и глубже, чем у пожилых.

### Колбочки и палочки

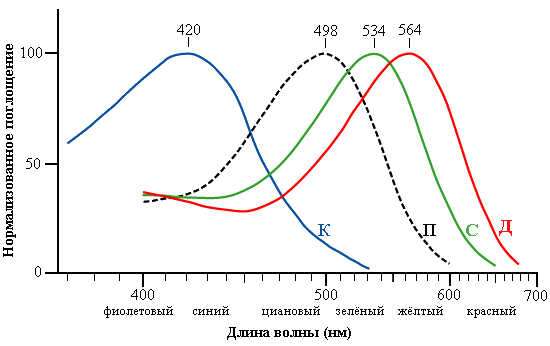
Нормализованные спектры поглощения трёх фотопсинов и родопсина человека (пунктир).

Человеческий глаз содержит три типа фоторецепторов: палочки, колбочки и внутренне светочувствительные ганглиозные клетки сетчатки (IGRPC). Палочки и колбочки отвечают за зрение и связаны со зрительной корой. В то же время IPRGC связаны с функциями биологических часов и другими частями мозга, но не со зрительной корой. Палочки и колбочки можно легко отличить по их структуре. Фоторецепторы колбочек имеют коническую форму и в качестве зрительных пигментов содержат опсины колбочек. Существует три типа фоторецепторов колбочек, каждый из которых максимально чувствителен к определённой длине волны света в зависимости от строения их опсинового фотопигмента. Различные колбочки максимально чувствительны либо к коротким длинам волн (синий свет), либо к средним длинам волн (зелёный свет), либо к длинным волнам (красный свет). В то же время фоторецепторы палочек содержат только один тип фотопигмента, родопсин, который имеет максимальную чувствительность при длине волны примерно 530 нанометров, что соответствует сине-зелёному свету.
```
Распределение фоторецепторных клеток по поверхности сетчатки имеет важные последствия для зрения.
[
7
]
 Фоторецепторы колбочек сосредоточены в углублении в центре сетчатки, которое носит название 
центральная ямка
, и их количество уменьшается по направлению к периферии сетчатки.
[
7
]
 И наоборот, фоторецепторы палочек присутствуют с высокой плотностью на большей части сетчатки с резким снижением количества в центре. За восприятие в условиях высокой люминесценции в основном отвечают колбочки, несмотря на то, что их значительно меньше, чем палочек (примерно 4,5 к 91 миллиону).
[
7
]
```

## Реакция на окружающий свет

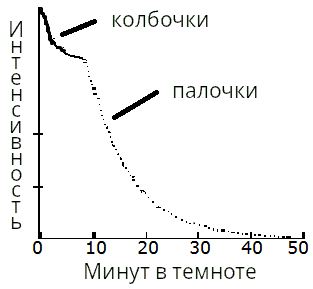
Зрительная реакция на темноту. Колбочки работают при высоком освещении (днём, а также ночью при свете фонарей); палочки работают в сумерках и ночью. Ось Y масштабирована логарифмически.

Второстепенным механизмом адаптации является зрачковый световой рефлекс, который очень быстро регулирует количество света, достигающего сетчатки, примерно в десять раз. Поскольку он вносит лишь незначительную долю в общую адаптацию к свету, здесь он далее не рассматривается.
Реагируя на различные уровни окружающего освещения, палочки и колбочки глаз могут функционировать как по отдельности, так и в тандеме, чтобы настроить зрительную систему. Изменения чувствительности палочек и колбочек в глазах являются основными факторами темновой адаптации.
Механизм колбочек участвует в опосредовании зрения выше определенного уровня яркости (около 0,03 кд/м2), обеспечивая фотопическое зрение. Ниже этого уровня вступает в действие механизм палочек, обеспечивающий скотопическое (ночное) зрение. Диапазон, в котором два механизма работают вместе, называется мезопическим диапазоном, поскольку между двумя механизмами нет резкого перехода. Эта адаптация лежит в основе теории двойственности.

## Преимущества ночного видения

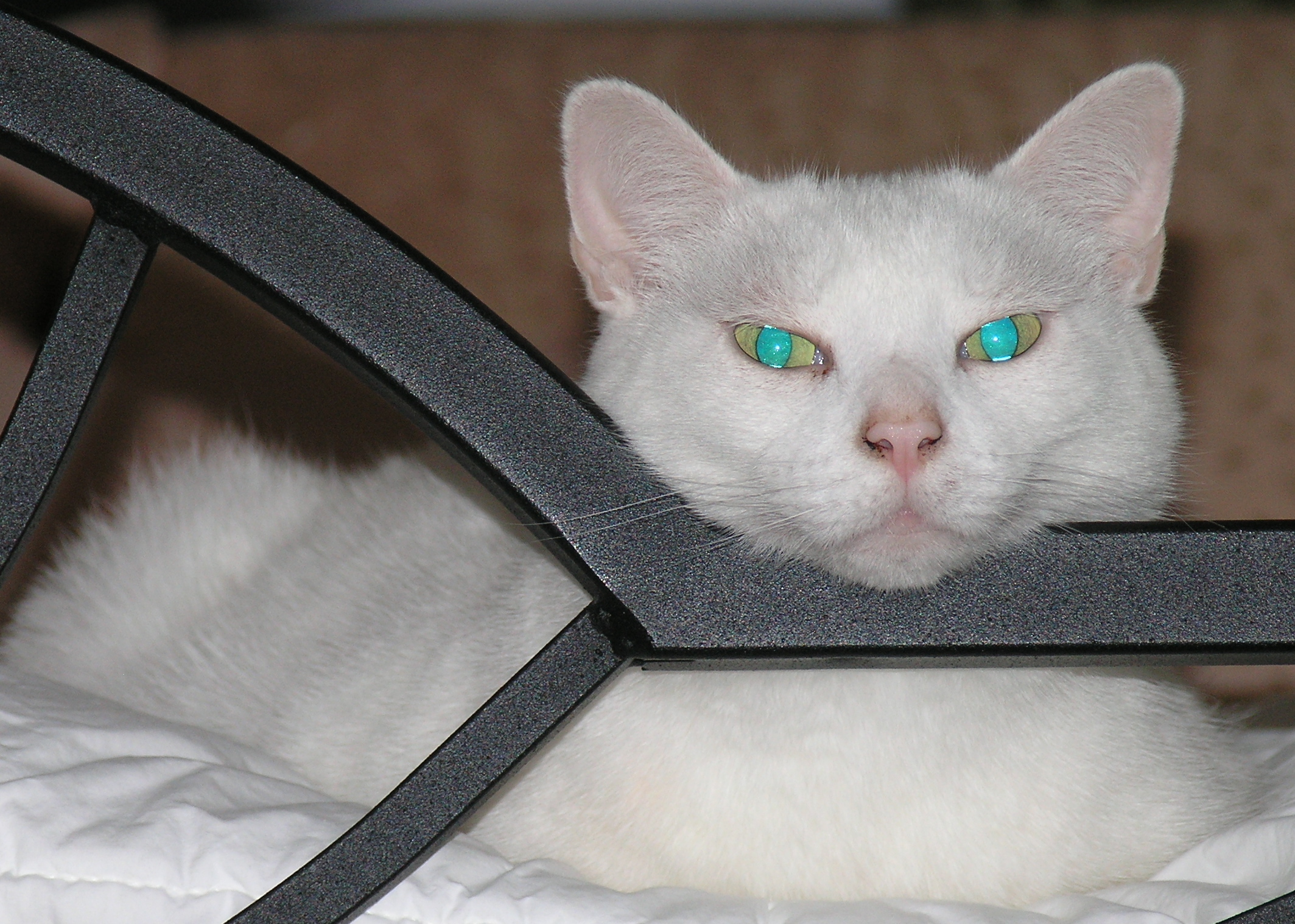
Отражение вспышки камеры от tapetum lucidum

Многие животные, например, кошки, обладают ночным зрением с высоким разрешением, что позволяет им различать высокочастотные объекты в условиях низкой освещённости. Tapetum lucidum — это отражающая структура, которая отвечает за улучшенное ночное зрение, поскольку она отражает свет обратно через сетчатку, подвергая фоторецепторные клетки воздействию большего количества света. Большинство животных, обладающих tapetum lucidum, ведут преимущественно ночной образ жизни, потому, что при обратном отражении света через сетчатку исходные изображения становятся размытыми. Люди, как и их родственники-приматы, не обладают tapetum lucidum и, следовательно, предрасположены к дневному образу жизни.
Несмотря на то, что разрешение человеческого дневного зрения намного выше, чем у ночного, ночное видение человека даёт много преимуществ. Как и многие хищные животные, люди могут использовать своё ночное зрение, чтобы охотиться на других животных и устраивать засады так, чтобы их не заметили. Кроме того, в случае возникновения чрезвычайной ситуации ночью люди могут увеличить свои шансы на выживание, если смогут различить своё окружение и добраться до безопасного места. Оба этих преимущества можно использовать для объяснения того, почему люди не полностью утратили способность видеть в темноте, полученную от своих предков, которые вели ночной образ жизни.

## Адаптация к темноте

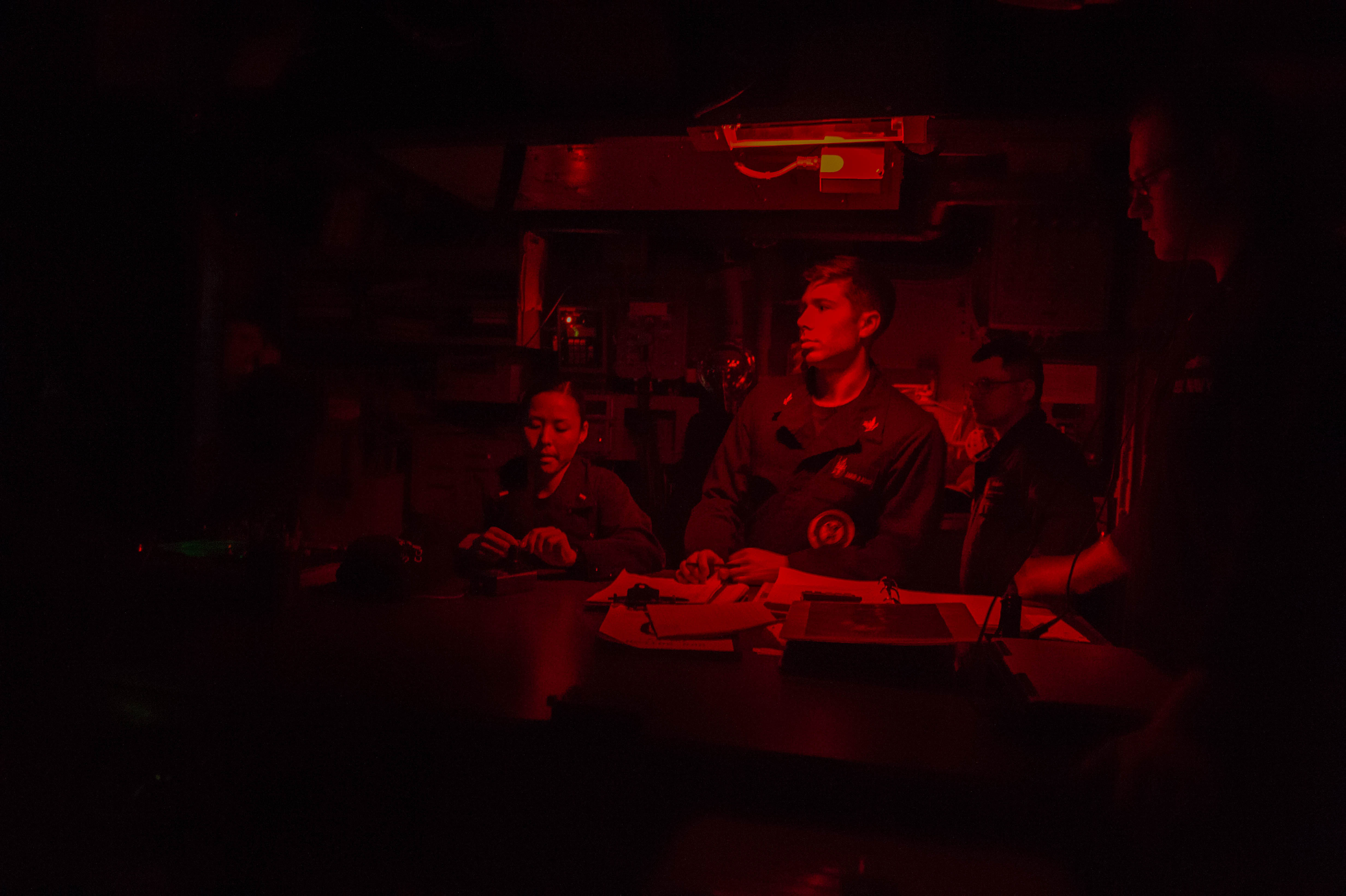
Экстремальный красный свет, используемый на мостике корабля ночью, чтобы помочь экипажу адаптироваться к темноте.

Родопсин, биологический пигмент фоторецепторов сетчатки, немедленно фотообесцвечивается в ответ на свет. Зрительная фототрансдукция начинается с изомеризации хромофора пигмента из 11-цис-ретиналя в полностью транс- ретиналь. Затем этот пигмент диссоциирует на свободный опсин и полностью транс-ретиналь. Адаптация к темноте как палочек, так и колбочек требует регенерации зрительного пигмента из опсина и 11-цис-ретиналя. Следовательно, время, необходимое для адаптации к темноте и регенерации пигмента, в значительной степени определяется локальной концентрацией 11-цис-ретиналя и скоростью, с которой он доставляется к опсину в обесцвеченных палочках. Снижение притока ионов кальция после закрытия канала вызывает фосфорилирование метародопсина II и ускоряет инактивацию цис-ретиналя в транс-ретиналь. Посредником в фосфорилировании активированного родопсина является рековерин. Регенерация фотопигментов происходит во время адаптации к темноте, хотя и с заметно различной скоростью. Палочки более чувствительны к свету, поэтому им требуется больше времени, чтобы полностью адаптироваться к изменению освещения. Для достижения максимальной чувствительности палочкам, фотопигменты которых регенерируют медленнее, требуется около двух часов. Колбочкам требуется примерно 9-10 минут, чтобы приспособиться к темноте. Чувствительность к свету модулируется изменениями внутриклеточных ионов кальция и циклического гуанозинмонофосфата.
Чувствительность путей палочек значительно улучшается в течение 5-10 минут в темноте. Для определения времени, когда палочковый механизм вступает в действие, использовалось цветовое тестирование: когда палочковый механизм берёт верх, цветные пятна кажутся бесцветными, поскольку только пути колбочек кодируют цвет.
На то, как быстро палочковый механизм станет доминирующим, влияют три фактора:
- Интенсивность и продолжительность предадаптирующего света: за счёт увеличения уровней предадаптирующих яркостей продолжительность доминирования колбочкового механизма увеличивается, в то время как переключение палочкового механизма происходит с большей задержкой. Кроме того, для достижения абсолютного порога требуется больше времени. Противоположное верно для уменьшения уровней яркостей предварительной адаптации.[19]
- Размер и расположение на сетчатке: расположение тестового пятна влияет на кривую адаптации к темноте из-за распределения палочек и колбочек в сетчатке.[20]
- Длина волны порогового света: изменение длины волны раздражителей также влияет на кривую адаптации к темноте. Длинные волны, такие как экстремальный красный цвет, создают отсутствие чёткого разрыва палочек и колбочек, поскольку клетки палочек и колбочек имеют одинаковую чувствительность к длинноволновому свету. И наоборот, на коротких длинах волн разрыв между палочками и колбочками более заметен, потому что палочки становятся намного более чувствительны, чем колбочки, как только палочки адаптируются к темноте.[21]

### Внутриклеточная передача сигналов
В скотопических условиях внутриклеточная концентрация цГМФ в фоторецепторах высока. цГМФ связывается и открывает цГМФ-чувствительные Na+ каналы, обеспечивая приток натрия и кальция. Приток натрия способствует деполяризации, в то время как приток кальция увеличивает локальную концентрацию кальция вблизи рецептора. Кальций связывается с модуляторным белком, которым предположительно является GUCA1B, устраняя стимулирующий эффект этого белка на гуанилатциклазу. Это снижает выработку цГМФ гуанилатциклазой, чтобы уменьшить концентрацию цГМФ во время продолжительной темноты. Повышенная концентрация кальция также увеличивает активность фосфодиэстеразы, которая гидролизует цГМФ для дальнейшего снижения его концентрации. Это уменьшает открытие цГМФ-чувствительных Na+ каналов, чтобы гиперполяризовать клетку, снова делая её чувствительной к небольшим увеличениям яркости. Без адаптации к темноте фоторецептор оставался бы деполяризованным в скотопических условиях и, таким образом, оставался бы невосприимчивым к небольшим изменениям яркости.

### Ингибирование
Ингибирование нейронами также влияет на активацию в синапсах. Вместе с обесцвечиванием пигмента палочек или колбочек ингибируется слияние сигналов в ганглионарных клетках, что снижает конвергенцию.
Альфа-адаптация, то есть быстрые колебания чувствительности, обеспечивается нервным контролем. Благодаря диффузным ганглиозным клеткам, а также горизонтальным и амакриновым клеткам слияние сигналов обеспечивает кумулятивный эффект. Таким образом, площадь стимуляции обратно пропорциональна интенсивности света. Сильный раздражитель из 100 палочек эквивалентен слабому раздражителю из 1000 палочек.
При достаточно ярком свете конвергенция низкая, однако при темновой адаптации конвергенция сигналов палочек усиливается. Это происходит не из-за структурных изменений, а из-за возможного отключения ингибирования, что останавливает сходимость сообщений при ярком свете. Если открыт только один глаз, закрытый глаз должен адаптироваться отдельно, когда снова откроется, чтобы соответствовать уже адаптированному глазу.

### Измерение темновой адаптации
При необходимости офтальмологи измеряют темновую адаптацию пациентов с помощью прибора, который называется темновой адаптометр. В настоящее время существует только один коммерчески доступный адаптометр под названием AdaptDx. Он работает путём измерения времени перехвата палочек (RI) пациента. RI — это количество минут, которое требуется глазу, чтобы адаптироваться от яркого света к темноте. Это число RI обеспечивает чёткое и объективное измерение функции сетчатки с чувствительностью и точностью в 90 %. RI менее 6,5 минут указывает на здоровую функцию темновой адаптации. Однако RI выше 6,5 минут указывает на нарушение темновой адаптации.

#### Использование измерения темновой адаптации для диагностики заболеваний
Многочисленные клинические исследования показали, что функция темновой адаптации резко нарушается с самых ранних стадий возрастной макулярной дегенерации (ВМД), пигментного ретинита (ПР) и других заболеваний сетчатки, причем нарушение ухудшается по мере прогрессирования заболевания. ВМД — это хроническое прогрессирующее заболевание, при котором часть сетчатки, называемая макулой, со временем медленно разрушается. Это основная причина потери зрения среди людей в возрасте 50 лет и старше. Это заболевание характеризуется разрушением комплекса ПЭС/мембраны Бруха в сетчатке, что приводит к накоплению отложений холестерина в макуле. В итоге эти отложения становятся клинически видимыми друзами, которые влияют на здоровье фоторецепторов, вызывая воспаление и предрасположенность к хориоидальной неоваскуляризации (CNV). С течением болезни ВМД функционирование ПЭС/мембраны Бруха продолжает ухудшаться, препятствуя перемещению питательных веществ и кислорода к фоторецепторам палочек и колбочек. В качестве побочного эффекта этого процесса фоторецепторы демонстрируют нарушение темновой адаптации, поскольку им требуются эти питательные вещества для пополнения фотопигментов и удаления опсина для восстановления скотопической чувствительности после воздействия света.
Измерение функции темновой адаптации пациента — это, по сути, биоанализ состояния его мембраны Бруха. Таким образом, исследования показали, что, измеряя темновую адаптацию, врачи могут обнаружить субклиническую форму ВМД как минимум на три года раньше, чем она проявляется клинически.

## Ускорение темновой адаптации
Существует целый ряд различных методов, имеющих разный уровень доказательности, которые, как предполагалось или было продемонстрировано, увеличивают скорость адаптации зрения в темноте.

### Красный свет и линзы
Из-за того, что палочки имеют максимальную чувствительность при длине волны 530 нанометров, они не могут воспринимать все цвета в видимом спектре. Поскольку палочки нечувствительны к длинным волнам, использование красного света и очков с красными линзами стало обычной практикой для ускорения темновой адаптации. Чтобы темновая адаптация значительно ускорилась, в идеале человек должен начать эту практику за 30 минут до входа в зону низкой люминесценции. Эта практика позволяет человеку сохранить своё фотопическое (дневное) зрение, готовясь к скотопическому (ночному) зрению. Нечувствительность к красному свету предотвращает дальнейшее обесцвечивание палочек и позволяет фотопигменту родопсина перезарядиться до своей активной конформации. К моменту, когда человек попадает в темноту, большинство его палочек уже приспособлены к темноте и могут передавать визуальные сигналы в мозг без периода аккомодации.
Концепция красных линз для темновой адаптации основана на экспериментах Антуана Беклера и на его ранних работах в области рентгенологии. В 1916 году ученый Вильгельм Тренделенбург изобрел первую пару красных адаптационных защитных очков для рентгенологов. Эти очки помогали их глазам приспособиться к просмотру экранов во время рентгеноскопических процедур.

#### Эволюционный контекст
Несмотря на то, что многие аспекты зрительной системы человека остаются неясными, большинство учёных согласны с теорией эволюции фотопигментов палочек и колбочек. Считается, что самыми ранними зрительными пигментами были фоторецепторы колбочек, а родопсиновые белки появились позже. После эволюции млекопитающих от их предков-рептилий примерно 275 миллионов лет назад наблюдалась фаза ночной жизни, при которой сложное цветовое зрение было утрачено. Поскольку эти промлекопитающие вели ночной образ жизни, они повысили свою чувствительность в условиях низкой люминесценции и уменьшили свою фотопическую систему с тетрахроматической до дихроматической. Переход к ночному образу жизни потребует большего количества палочковых фоторецепторов для поглощения голубого света, излучаемого ночью луной. Можно экстраполировать, что высокое соотношение палочек к колбочкам, наблюдаемое в глазах современного человека, сохранилось даже после перехода от ночного образа жизни обратно к дневному.
```
Считается, что появление 
трихроматии
 у приматов произошло примерно 55 миллионов лет назад, когда температура поверхности планеты начала повышаться.
[
31
]
 Приматы вели дневной, а не ночной образ жизни, и поэтому они нуждались в более точной фотопической зрительной системе. Третий колбочковый фотопигмент был необходим, чтобы охватить весь визуальный спектр и позволить приматам лучше различать фрукты и обнаруживать те из них, которые обладают наибольшей питательной ценностью.
[
31
]
```

### Пороговое значение приращения

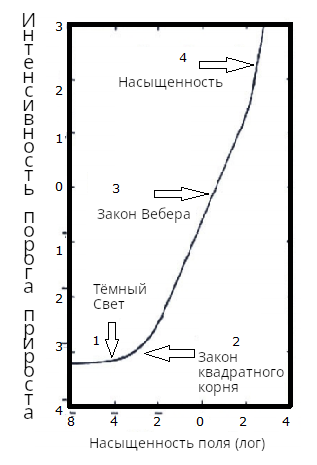
Схема кривой порога приращения системы палочек

## Недостатки

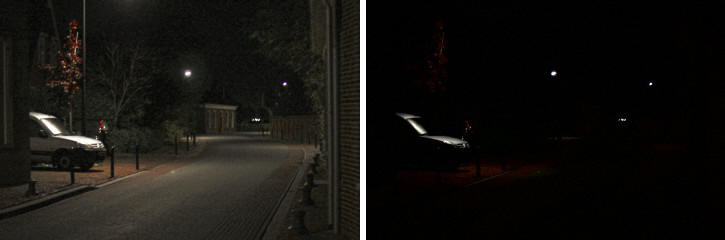
Эффект куриной слепоты. Слева: хорошее ночное зрение. Справа: куриная слепота.

#### Применения
- Авиаторы обычно носят очки с красными линзами перед взлётом в темноте, чтобы убедиться в способности видеть за пределами самолёта. Кроме того, на протяжении всего полёта кабина освещается тусклыми красными огнями. Это освещение должно гарантировать, что пилот сможет читать приборы и карты, сохраняя при этом скотопическое зрение, чтобы смотреть наружу.[33]
- Подводные лодки: часто подводные лодки «настроены на красный», что означает, что лодка будет всплывать или приближаться к перископной глубине ночью. В такое время освещение в определенных отсеках переключается на красный свет, чтобы глаза наблюдателей и офицеров могли приспособиться к темноте до того, как им придётся смотреть за пределы лодки. Кроме того, отсеки на подводной лодке могут быть освещены красным светом, чтобы имитировать ночные условия для экипажа.[34]

### Витамин А

11-цис-ретиналь2

Витамин А необходим для правильного функционирования глаза человека. Фотопигмент родопсин, находящийся в палочках человека, состоит из ретиналя, формы витамина А, связанного с белком опсином. При поглощении света родопсин расщепляется на ретиналь и опсин путём обесцвечивания. Тогда у сетчатки может быть одна из двух судеб: она может рекомбинироваться с опсином, чтобы преобразовать родопсин, или она может быть преобразована в свободный ретинол. Американский учёный Джордж Уолд был первым, кто обнаружил, что зрительная система расходует витамин А и нуждается в диете для его восполнения.
Витамин А выполняет множество функций в организме человека, помимо сохранения здорового зрения. Он жизненно важен для поддержания здоровой иммунной системы, а также для обеспечения нормального роста и развития. Среднестатистическому взрослому мужчине и женщине следует потреблять 900 и 700 мкг витамина А в день соответственно. Потребление свыше 3000 мкг в день может привести к острому или хроническому гипервитаминозу А.

#### Пищевые источники

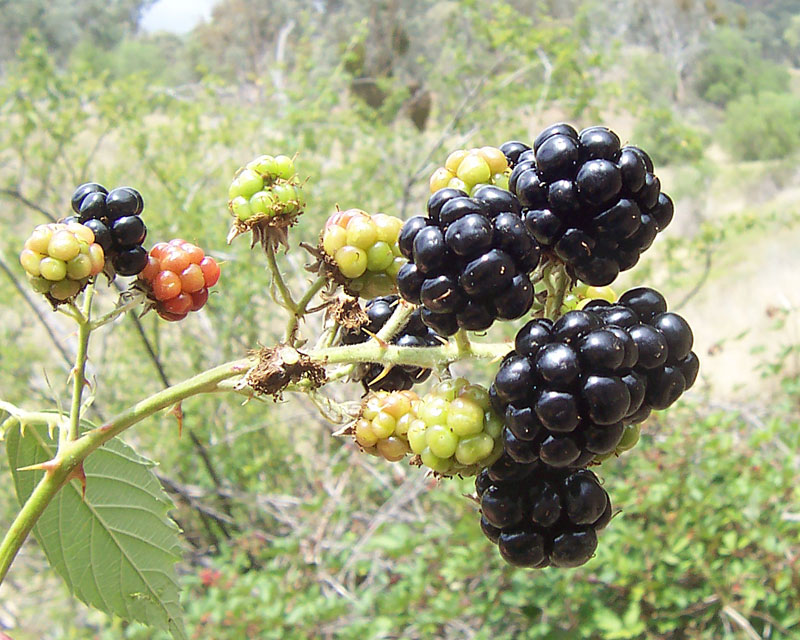
Плоды ежевики